# Чиндалей
Чиндале́й (рос. Чиндалей) — село у складі Дульдургинського району Забайкальського краю, Росія. Адміністративний центр Чиндалейського сільського поселення.

## Населення
Населення — 1005 осіб (2010; 1063 у 2002).
Національний склад (станом на 2002 рік):
- буряти — 84 %